# Vittorio Savorini
Vittorio Savorini (Bagnacavallo, 19 marzo 1851 – Teramo, 8 marzo 1925) è stato uno storico italiano, preside dell'Istituto Tecnico di Teramo. Abruzzese di adozione, fu tra i fondatori, a Teramo, della "Rivista abruzzese di scienze, lettere ed arti", e, a L'Aquila, della Deputazione abruzzese di storia patria.

## Biografia
Suo padre era il bolognese Luigi Savorini, professore di letteratura italiana e patriota, combattente nei moti per l'indipendenza durante il biennio 1848-49.
Vittorio Savorini si laureò nel dicembre 1875 in Giurisprudenza e Belle lettere, all'Università di Bologna dove ebbe come maestri Giosuè Carducci e Francesco Bertolini.
Dopo aver discusso una tesi di argomento economico (Del metodo nella economia politica) fece pratica da avvocato e fu, per qualche tempo, nella segretaria particolare di Marco Minghetti.
Scelse però di dedicarsi all'insegnamento e tra il 1876 e il 1879 passò dalla Scuola Normale di Bologna all'Istituto tecnico di Girgenti, dove occupò la cattedra di storia e geografia. In questo periodo, su incarico prefettizio, realizzò uno studio sulle condizioni dei minatori delle solfatare e degli agricoltori di quella provincia.
Fu il deputato teramano Settimio Costantini, allora sottosegretario alla Pubblica Istruzione, che nel 1881 lo invitò a trasferirsi a Teramo, come insegnante presso il locale Istituto Tecnico.
Nel capoluogo aprutino, Savorini stabilì la propria definitiva dimora. Condusse con sé il figlio Luigi, nato da una sua precedente unione, mentre a Teramo si sposò con Grazia Bucciarelli, dalla quale però non ebbe figli.
In ambito scolastico si impegnò per lo sviluppo delle locali scuole tecniche.
Parallelamente avviò una robusta attività di giornalista e saggista. Fece parte della redazione del teramano "Corriere Abruzzese", organo della Sinistra storica, fondato da Settimio Costantini e Troiano De Filippis Delfico e diretto da Francesco Taffiorelli.
Nel 1886, unitamente al dialettologo Giuseppe Savini, al poeta e latinista Eugenio Cerulli, all'ingegnere Federico Occella, fondò a Teramo la "Rivista abruzzese di scienze lettere ed arti", un mensile che sarebbe rimasto in attività fino al 1919, passato poi sotto la direzione di Giacinto Pannella, che subentrò nel 1892 ai quattro fondatori.
Quando nel 1889, per iniziativa dello storico aquilano Giuseppe Rivera, si avviarono i lavori per la fondazione di una Deputazione abruzzese di Storia patria, Savorini fu tra i protagonisti dell'iniziativa.
A Teramo, che fu la sua città, Savorini fu al centro della vita culturale: prestò gratuitamente la sua opera per l'organizzazione della Esposizione provinciale operaia del 1888, una delle più importanti iniziative dell'Ottocento teramano, rassegna delle principali attività industriali e artigianali operative sul territorio.
Savorini fu il principale collaboratore culturale dell'editore e tipografo Giovanni Fabbri, proprietario della Tipografia dell'Industria e fondatore della prima grande Casa Editrice teramana, un editore che perseguì per molti anni il compito ambizioso della edizione sistematica dei "Classici" della cultura e della storiografia aprutine, dalla prima edizione critica della Storia di Teramo di Niccola Palma, curata appunto da Vittorio Savorini, alle opere complete di Melchiorre Delfico, di Vincenzo Comi, del sentarore Giuseppe De Vincenzi ed altri ancora. Oltre alla riedizione del Palma, Savorini partecipò direttamente al progetto di una "Monografia della Provincia di Teramo", grande opera in tre volumi, affidata ad un gruppo di studiosi, tra i quali Gaetano Crugnola, Giacinto Pannella ed altri insegnanti dell'Istituto Tecnico, che trattarono dei vari aspetti storici, economici e scientifici del territorio teramano.
Vittorio Savorini fu un esponente della Sinistra storica, portatore di un pensiero di chiara ispirazione laica e, probabilmente, legato alla massoneria. Fu tra i promotori di associazioni come la "Fratellanza artigiana", la sezione della Società Dante Alighieri di cui fu il primo presidente, e di una "Società delle conferenze" nella quale trovò modo di esprimere una delle sue principali doti, quella appunto di oratore.
Morì a Teramo  l'8 marzo 1825.

## Scritti
- I comuni, l'impero ed il papato alla battaglia di Legnano, Milano, F. Vallardi, 1876;
- Bologna e la lega lombarda, Bologna, Zanichelli, 1876;
- Un capitolo d'Amor del Libro d'Amor di Mess. Andrea cappellano d'Innocenzo IV ora per la prima volta pubblicato, con prefazione, Bologna, Tip. Fava e Garagnani, 1876;
- Le riforme di Turgot e la rivoluzione, in "Archivio Economico Amministrativo", 1878, fasc. di agosto e novembre-dicembre;
- Adamo Smith e i suoi tempi, in "Archivio Economico Amministrativo", Roma, tip. del Senato, 1879;
- Condizioni economiche e morali dei lavoratori delle miniere di zolfo e degli agricoltori della provincia di Girgenti, Girgenti, Montes, 1881;
- L'origine di Teramo, in "Corriere Abruzzese" del 13 febbraio 1884 e del 23 febbraio;
- Osservazioni sullo studio del senatore Troiano Delfico intorno al progresso industriale, agricolo, commerciale in Italia, in "Corriere Abruzzese", del 25 e 28 giugno 1884;
- Enrico Pestalozzi, le sue opere e i suoi tempi, Torino, Paravia, 1885;
- Di una società di storia patria negli Abruzzi, in "Rivista Abruzzese", 1887, luglio;
- Per la società di storia patria negli Abruzzi. (Costituzione dei comitati provinciali), in "Rivista Abruzzese", 1887, agosto;
- La storia di Teramo di Niccola Palma, in "Rivista Abruzzese", 1887, settembre, ottobre e dicembre;
- Note geografiche al poema di Dante, in "Rivista Abruzzese", 1891, Fasc.1, Gennaio, p. 14;
- Storia Ecclesiastica e Civile del Regno di Napoli oggi città di Teramo e Diocesi aprutina a c.di Vittorio Savorini, Teramo, 1893.
- Note geografiche al poema di Dante. Seconda serie, in "Rivista Abruzzese", 1891;
- Generalità geografiche della Provincia di Teramo, estratto dalla Monografia della Provincia di Teramo, Vol. I., Teramo, Fabbri, 1892;
- Due lettere di Melchiorre Delfico e di Giuseppe Micali intorno a una questione archeologica abruzzese,  per nozze Brigiotti-Paolini, Teramo, 1892;
- Perché non piove, nota meteorologico-astronomica, in "Corriere Abruzzese" del 29 aprile 1893;
- Come si scrive la geografia in Francia! (La terre à vol d'oiseau par O. Reclus), estr. dalla " Rivista Abruzzese „, 1894, febbraio;
- Il Mediterraneo. Conferenza stenografata dal signor Panfilo Gammelli, Teramo, 1894;
- Etnografia e demografia. Appunti di statistica teramana, Teramo, 1895;
- Ricordi vari dal 1857 al 1879, estratto da "Rivista Abruzzese", Teramo, 1915;